# Basset artésien normand
För andra betydelser, se Basset.

Basset artésien normand (BAN) är en hundras från Frankrike. Rasen är en mycket samarbetsvillig, långsamt drivande jakthund med korta ben och kort päls. Den används till jakt på bland annat räv, kaniner, harar, hjort och rådjur.

## Historia
Rasen härstammar från två typer av basset; från de historiska provinserna Artois och Normandie. På 1870-talet började Artois-typen renavlas av greven le Couteuix de Canteleu från Étrépagny i Normandie och Normandie-typen av Louis Lane från Rouen också i Normandie. Artois-typen hade raka framben medan Normandie-typen hade dagens lyrformade som har betydelse för den långsamma jaktstilen. De två varianterna började korsas av Léon Verrier från Rouen och från 1911 gäller det nuvarande rasnamnet.

## Egenskaper
Basset artésien normand spårar och driver vilt med stor säkerhet, inte fort men målmedvetet och med kraftigt skall. Rasen är mycket robust och en hund för hela jaktdagen. För att få högre utmärkerlser på hundutställning måste en basset artésien normand ha meriter från jaktprov för drivande hund.
BAN är även en utmärkt familjehund som är glad och tillgiven till sin karaktär och älskar att vara med på alla aktiviteter. Man kan med fördel använda den som spårhund mm.

## Utseende
Mankhöjd för såväl hanhund som tik: 30–36 cm +/- 1 cm för i övrigt utmärkta individer är tillåtet. Vikt: 15–20 kg. Dess korthåriga päls som kan vara trefärgad (rödgul, vit och svart) eller tvåfärgad (rödgul och vit, förhindrar att snö, lera och skräp fastnar i pälsen.
Basset artésien normand liknar den engelska rasen basset hound, som korsades fram mellan basset artésien normand och engelsk blodhund.